# Ter Meulen (warenhuis)

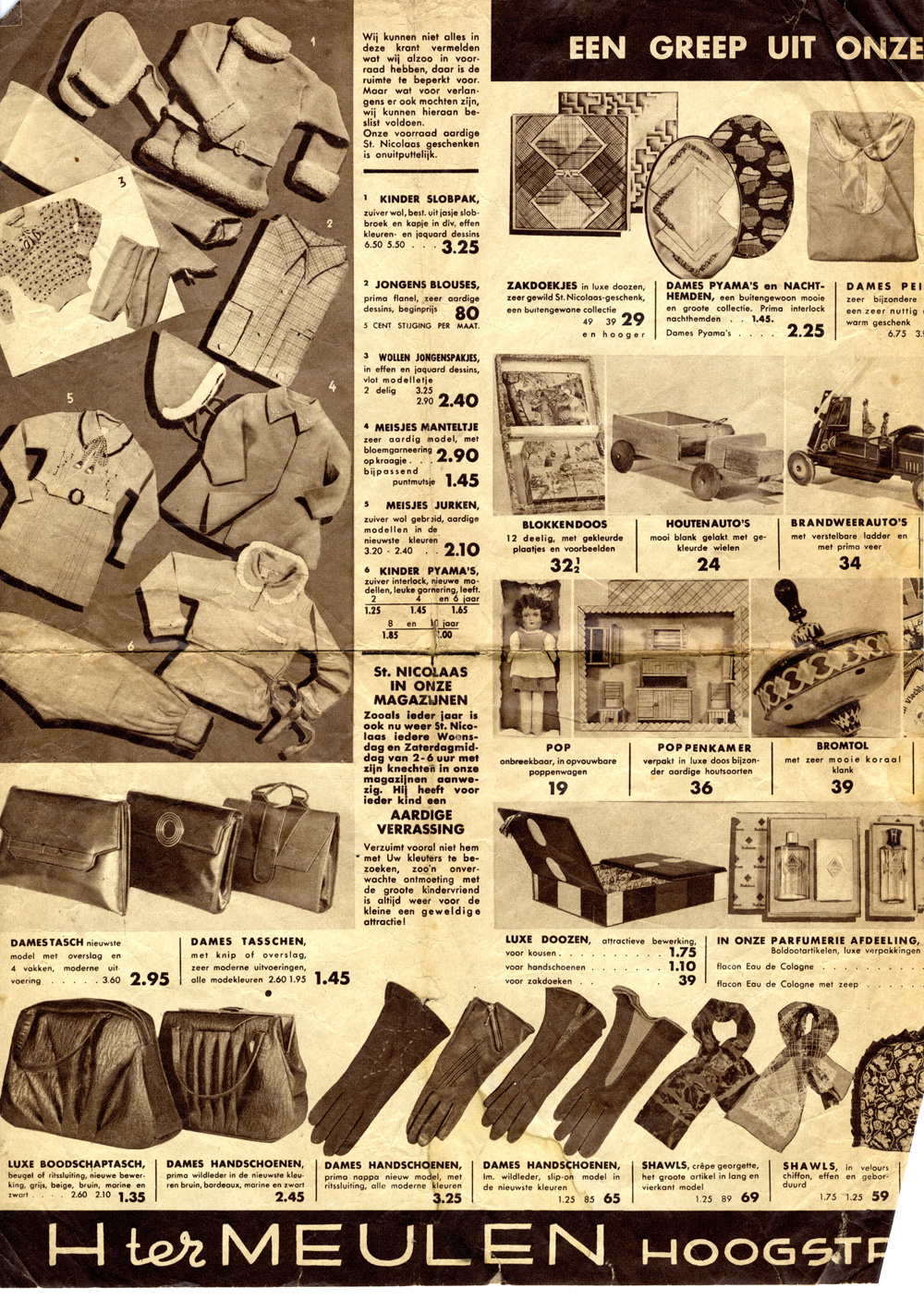
Decemberfolder uit 1939

Ter Meulen was een warenhuisketen en postorderbedrijf uit Rotterdam.

## Geschiedenis
In 1897 begon Hein ter Meulen met een manufacturenwinkel op de Nieuwe Markt in Rotterdam. In 1903 vestigde hij zich op de gedempte Slaak, en in 1912 verhuisde de winkel naar een pand in de Hoogstraat. In 1921 werd een groot eigen warenhuis geopend op de Hoogstraat bij het Oostplein. Bij het bombardement van Rotterdam in 1940 ging dit warenhuis verloren. Ter Meulen vestigde zich tijdelijk aan de Mathenesserlaan waar noodwinkels werden opgezet.
Na de Tweede Wereldoorlog werd tijdens de wederopbouw vanaf 1948 begonnen aan een modern warenhuis aan het Binnenwegplein in Rotterdam en enkele jaren later werd postorderverkoop opgezet. In de jaren tachtig breidde Ter Meulen uit en kwamen er filialen in Spijkenisse (begin 1984), Dordrecht (1984), Almere (1987), Zoetermeer (1990) en Rotterdam Oosterhof (1992).
Ondanks de uitbreidingen ging het in de jaren tachtig slechter. In 1988 werd Ter Meulen gekocht door investeerder Wolters Schaberg. Na een reorganisatie ging de formule in januari 1993 failliet, onder meer door te hoge huurlasten. De filialen in Rotterdam Oosterhof, Zoetermeer en Almere werden overgenomen door Vroom & Dreesmann.

Logo Ter Meulen uit de jaren 1930

## Vestiging Binnenwegplein

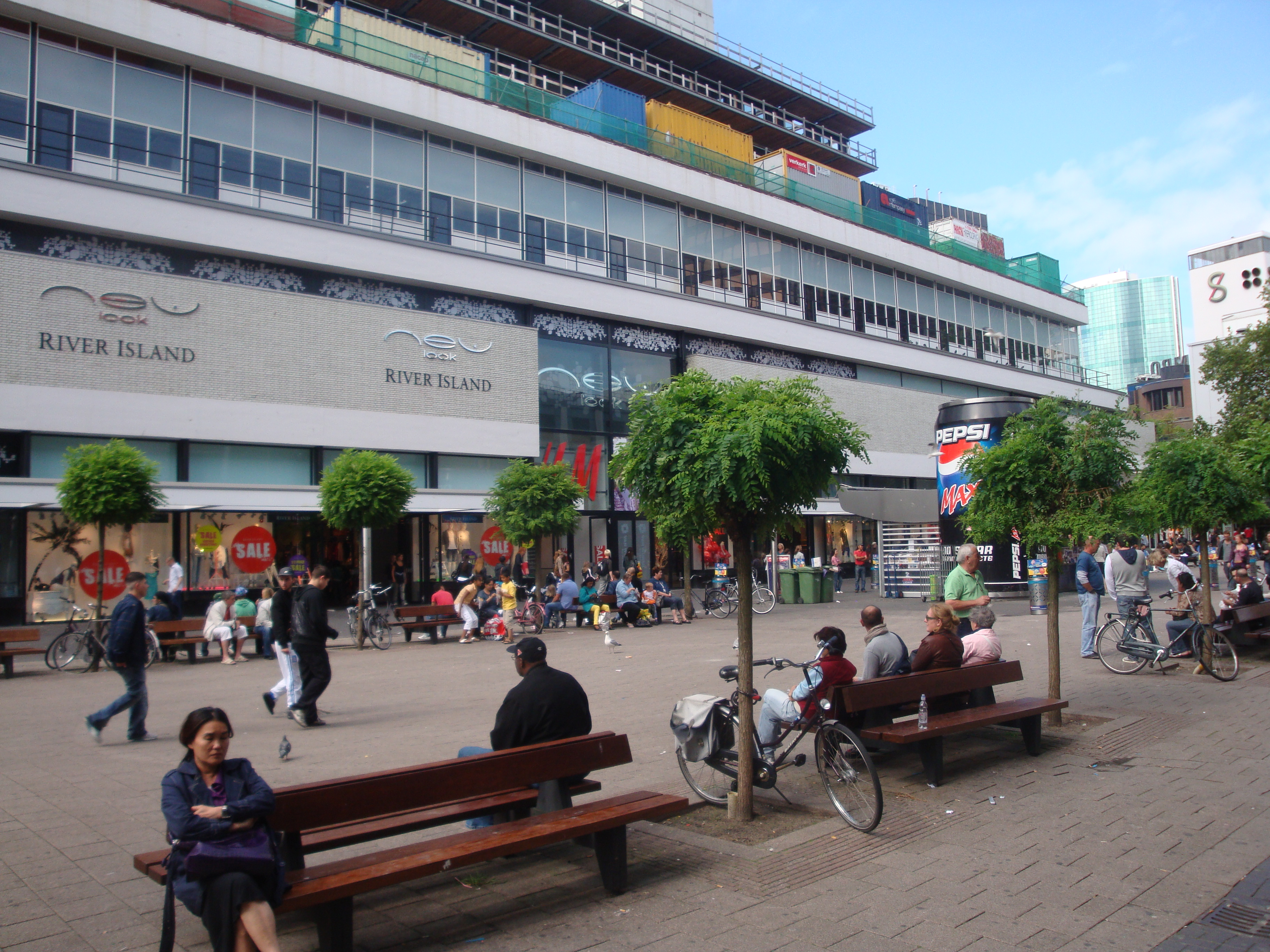
Ter Meulengebouw in Rotterdam in 2006

Het grote filiaal aan het Binnenwegplein in Rotterdam werd in 1951 geopend en is ontworpen door Van den Broek en Bakema die ook verantwoordelijk waren voor het winkelgebied van de Lijnbaan. Het warenhuis deelde het gebouw met N.V. Kledingbedrijven Wassen en de N.V. van Vorst Schoenenmagazijnen. Het gebouw bestond destijds uit drie winkellagen: een kelderverdieping, begane grond en eerste verdieping. Op de tweede verdieping bevonden zich de kantoren en magazijnen. In 1963 nam Ter Meulen Wassen over. Aan het gebouw is in 1977 een zijvleugel bijgeplaatst en een extra verdieping erbovenop.
De winkel sloot in 1993 zijn deuren. Het beeldbepalende pand is in 2012 gerenoveerd naar ontwerp van Van Tilburg en Partners, waarbij de toegevoegde verdiepingen zijn verwijderd en vervangen door de woontoren De Karel Doorman, die grotendeels rust op de kolommen van het oorspronkelijke gebouw.

## Ter Meulen Post
In 1954 begon Ter Meulen een postorderafdeling onder de naam Ter Meulen Post, die landelijk opereerde. In 1962 werd besloten een distributiecentrum te bouwen omdat de vestiging te klein werd. In 1969 werd een groot magazijn en kantoor geopend in de Spaanse polder. Het gebouw werd later uitgebreid van zes naar acht verdiepingen en had vanaf dat moment 55.000 vierkante meter. In 1977 had Ter Meulen Post 70.000 klanten en werkten er 2600 mensen. In 1986 werd het postorderbedrijf verkocht aan Vendex International en in 1992 kwam het in handen van het Engelse postorderbedrijf Freemans.
In juli 1993 ging Ter Meulen Post failliet. Delen zijn overgegaan naar het Duitse Klingel. Het distributiecentrum staat tegenwoordig bekend als de Spaanse Kubus en huisvest meerdere datacenters en kleine ondernemingen. Rond 2000 was ook het landelijke kantoor van Lijst Pim Fortuyn hier gevestigd.